# Barilović
Barilović ist eine kroatische Gemeinde, die zur Gespanschaft Karlovac gehört.
Die aus 44 kleineren Dörfern bestehende Gemeinde zählt laut Volkszählung im Jahre 2011 2990 Einwohner. In Barilović selbst wohnen 300 Menschen.
| - Banjsko Selo - Barilović - Belaj - Belajske Poljice - Belajski Malinci - Carevo Selo - Cerovac Barilovićki - Donja Perjasica - Donji Skrad - Donji Velemerić - Gaćeško Selo - Gornji Poloj - Gornji Velemerić - Kestenak - Koranska Strana | - Koranski Brijeg - Koransko Selo - Kosijersko Selo - Križ Koranski - Leskovac Barilovićki - Lučica - Mala Kosa - Mali Kozinac - Marlovac - Maurovići - Miloševac - Mrežnica - Novi Dol - Novo Selo Perjasičko - Orijevac | - Perjasica - Podvožić - Ponorac Perjasički - Potplaninsko Selo - Siča - Srednji Poloj - Svojić - Šćulac - Štirkovac - Točak Perjasički - Veliki Kozinac - Vijenac Barilovićki - Zinajevac - Žabljak |

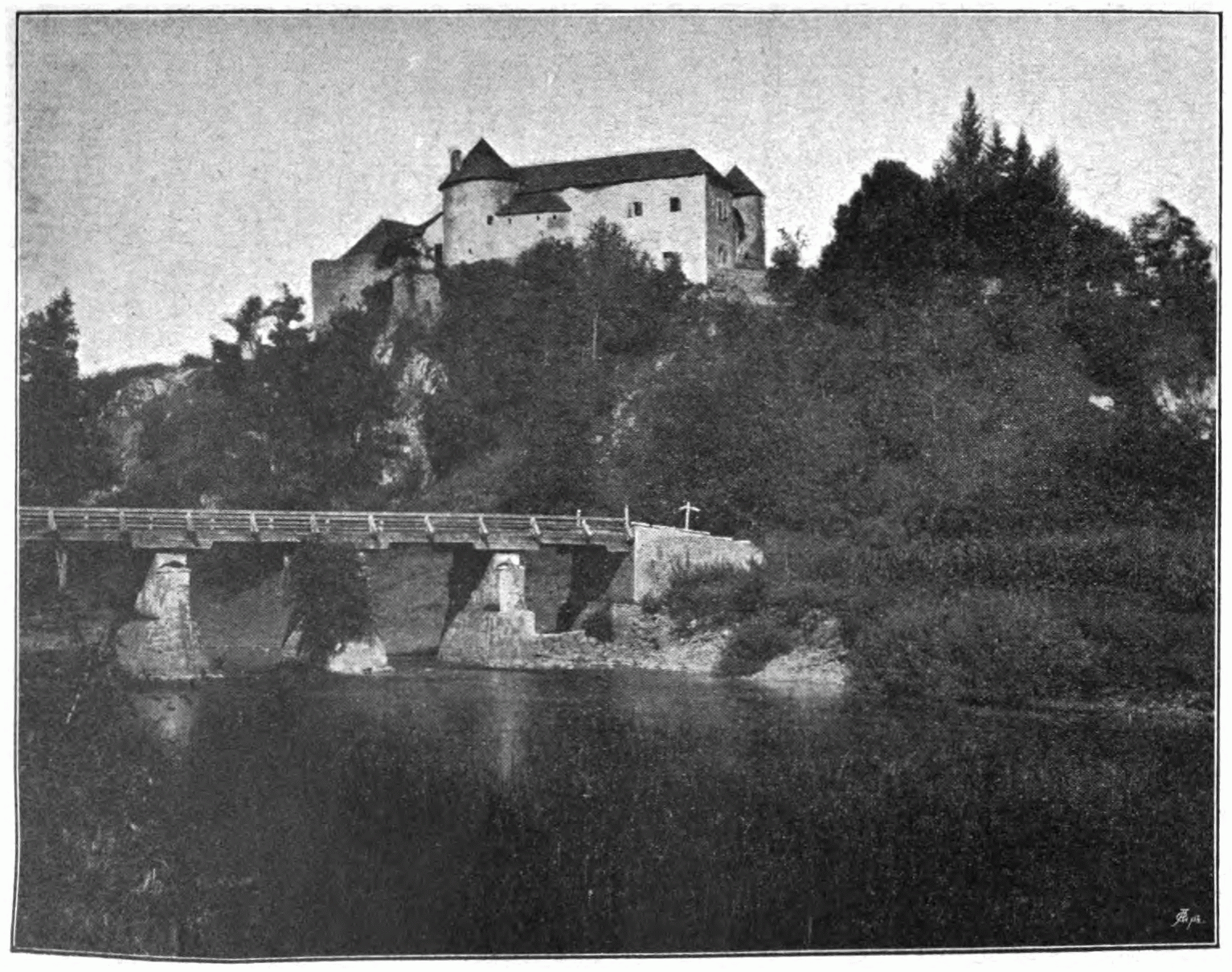
Burg Barilović (von Radoslav Lopašić, † 1893), zerstört im Zweiten Weltkrieg
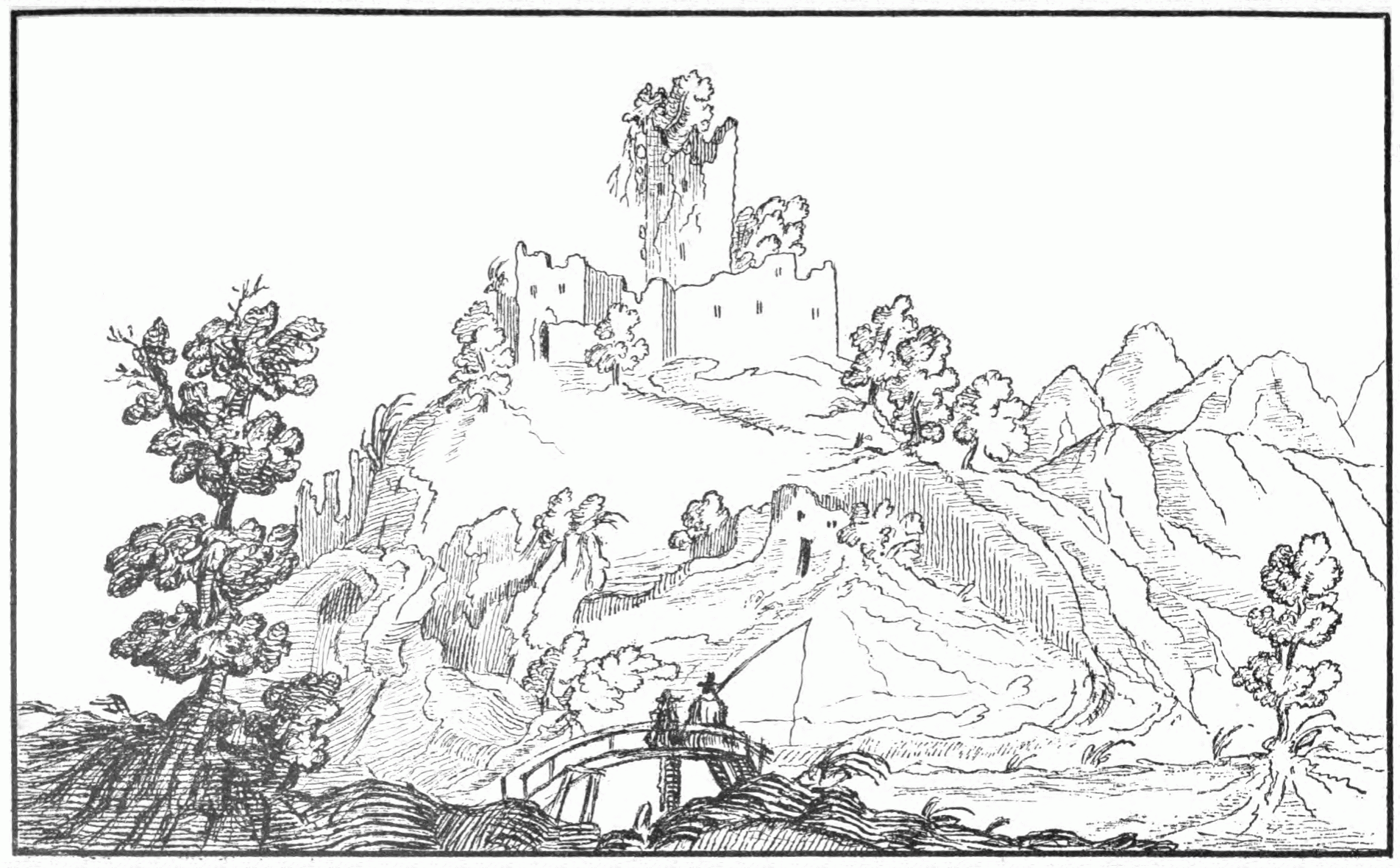
Belaj 1639 (nach einer Skizze von Giovanni Pieroni)